# (5941) Valencia
(5941) Valencia es un asteroide que forma parte del cinturón de asteroides y fue descubierto el 20 de octubre de 1982 por Liudmila Gueorguievna Karachkina desde el Observatorio Astrofísico de Crimea, en Naúchni.

## Designación y nombre
Valencia fue designado inicialmente como 1982 UQ6.
Más tarde, en 1995, se nombró por la ciudad española de Valencia.

## Características orbitales
Valencia orbita a una distancia media del Sol de 2,887 ua, pudiendo acercarse hasta 2,704 ua y alejarse hasta 3,07 ua. Tiene una inclinación orbital de 1,299 grados y una excentricidad de 0,06331. Emplea en completar una órbita alrededor del Sol 1792 días. El movimiento de Valencia sobre el fondo estelar es de 0,2009 grados por día.

## Características físicas
La magnitud absoluta de Valencia es 12,9 y el periodo de rotación de 10,16 horas.